# Médaille pour la libération de Varsovie

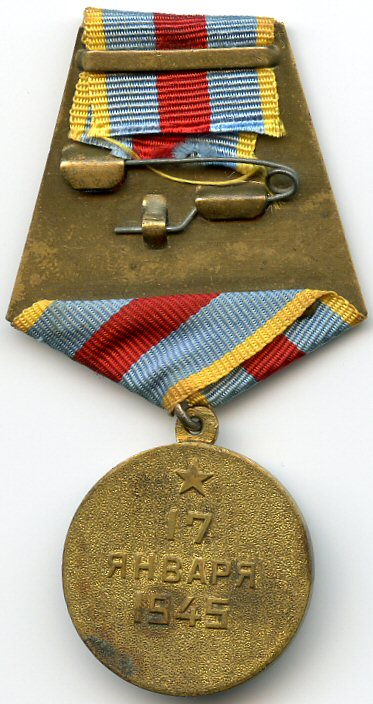
Revers de la médaille pour la libération de Varsovie

La médaille pour la libération de Varsovie (en russe : Медаль « За de Варшавы ») est une médaille commémorative des campagnes de l'Union soviétique durant la Seconde Guerre mondiale. Elle fut créée le 9 juin 1945 par décret du Præsidium du Soviet suprême de l'URSS pour satisfaire à la demande du Commissariat du peuple à la défense de l'Union soviétique de récompenser les participants aux combats pour la prise de la ville de Varsovie contre les forces armées de l'Allemagne nazie.